# Los Paranoias
Los Paranoias (spanisch für: Die [Musikgruppe] Paranoias) ist ein Lied der britischen Band The Beatles, das 1996 auf ihrem Kompilationsalbum Anthology 3 veröffentlicht wurde. Komponiert wurde es von John Lennon, Paul McCartney, George Harrison und Ringo Starr und unter der Autorenangabe Lennon/McCartney/Harrison/Starkey veröffentlicht.

## Hintergrund
Los Paranoias basiert hauptsächlich auf den musikalischen Ideen von Paul McCartney und John Lennon. Das Lied entstand spontan, ohne George Harrison, während der Aufnahmen zum Album The Beatles im September 1968, nachdem das Lied Step Inside Love beendet war. McCartney kündigte die fiktive Gruppe ‚Joe Prairies and the Prairie Wallflowers‘ an, darauf sagte Lennon „Los Paranoias“, was wahrscheinlich eine Anspielung auf das Trio Los Paraguayos war, die in den 1960er Jahren im BBC-Fernsehen auftraten. Anschließend improvisierten die Beatles die Musik und McCartney auch den Text des Liedes.
Der Begriff Los Paranoias war für die Beatles nicht unüblich, so sagte John Lennon betreffend der Verwendung von südländischen Vokabeln im Lied Sun King: „Einen Ausdruck haben wir vergessen. Wir hatten ‚para noia‘ nehmen können, aber das haben wir ganz vergessen. Früher nannten wir uns Los Para Noias.“
Auf dem John Lennon Album Mind Games lautet ein Pseudonym für Musiker Dr Winston O'Boogie & Los Paranoias.

## Aufnahme
Los Paranoias wurde am 16. September 1968 in den Londoner Abbey Road Studios (Studio 2) mit dem Produzenten Chris Thomas aufgenommen. Ken Scott war der Toningenieur der Aufnahmen. Die Band nahm ohne George Harrison unter anderen in einer spontanen Session Los Paranoias sowie die Lieder Step Inside Love, Blue Moon und The Way You Look Tonight auf.
Grund der Aufnahmesession war die Einspielung des Liedes I Will, dabei wurde auch das Lied Can You Take Me Back? aufgenommen, das als I Will Take 19 bezeichnet wurde. Die gesamte Aufnahmesession erfolgte zwischen 19 und 3 Uhr.
Für die Veröffentlichung im Jahr 1996 wurde eine neue Stereoversion hergestellt. Im Jahr 2018 mischte Giles Martin mit dem Toningenieur Sam Okell Los Paranoias neu ab.
Besetzung:
- John Lennon: Bongos
- Paul McCartney: Akustikgitarre, Gesang
- Ringo Starr: Claves (nicht geklärt)

## Veröffentlichung
- Am 25. Oktober 1996 wurde das Kompilationsalbum Anthology 3 veröffentlicht, auf dem sich eine gekürzte Version des Medleys Step Inside Love / Los Paranoias befindet.
- Am 9. November 2018 erschien die 50-jährige Jubiläumsausgabe des Albums The Beatles (Super Deluxe Box), auf dieser befindet sich eine eigenständige Version von Los Paranoias sowie Step Inside Love.